# Association intermédiaire
 (mai 2014).
Les Associations Intermédiaires (AI) sont des structures d’insertion par l’activité économique (SIAE), dont l’existence légale date de 1987. Elles mettent en œuvre des contrats de travail pour des personnes en difficulté, afin de faciliter leur insertion sociale et professionnelle (garde d'enfants, entretien, petits travaux, etc.) auprès de particuliers (50 % du chiffre d'affaires), de collectivités (30 %) et d'entreprises (20 %), sur un territoire défini par la convention signée avec l'État et pour des activités qui ne doivent pas être déjà assurées dans les conditions économiques locales par l'initiative privée ou par l'action des collectivités publiques.
Les AI ont des cotisations patronales d'assurances sociales et d'allocations familiales allégées, dans la limite de 750 heures rémunérées par an et par salarié. Au niveau national, leur nombre est passé de 1 200 à 750 depuis 5 ans, en raison notamment de la concurrence liée au développement de nouvelles structures de services à la personne.
En France, le statut d'Association Intermédiaire (AI) a été créé en 1987.

## Mission
Une association intermédiaire a pour mission de :
- Contribuer à l’intégration sociale et professionnelle des personnes en situation précaire ou rencontrant des difficultés particulières d’accès à un emploi pérenne et choisi.
- S’appuyer sur des missions de travail rémunérées à temps partiel afin de pouvoir favoriser l’obtention de leurs droits sociaux et afin de faciliter leur accès à un emploi stable et durable. L’A.I. assure l’ensemble des formalités liées à l’embauche des salariés en insertion.
- Faciliter les conditions d’accès ou de retour au travail des personnes sans emploi en grande difficulté sociale et professionnelle en leur proposant un accompagnement et un soutien individuel sur le plan social et professionnel.
- Faire participer les utilisateurs (dits Donneurs d’Ordre ou D.O.) aux actions liées à l’insertion sociale et professionnelle.
- Être connu et reconnu comme un acteur professionnel de la lutte contre les exclusions en tant qu’entreprise sociale et solidaire. L’association développe en permanence un réseau de partenaires sur son territoire afin d’être en mesure de renforcer son action et d’être intégrée et reconnue sur ce même territoire.

## Finalités
Ses finalités sont :
- Développer en permanence l’offre d’insertion auprès de particuliers, d’entreprises, d’association et de collectivités locales et contribuer ainsi au développement économique des communes de son territoire d’agrément.
- Proposer des services de proximité à la population locale et à diverses structures avec les mêmes règles et la même rigueur que les structures du service marchand exerçant des activités commerciales similaires.
- Communiquer auprès des différents partenaires et associer les différents "clients" au projet d’insertion de l’association en valorisation les actions développées.

## Histoire
Ces structures apparaissent dans les années 1980 à Redon, qui subissait une crise économique. L'objectif initial est de créer une structure qui pourrait fournir un emploi ponctuel aux chômeurs en répondant à différents besoin. L'expérience s'est répandue en France et a attiré l'attention des pouvoirs publics qui espéraient une reprise économique, amenant à la création du statut d'association intermédiaire.
Lors de la création du statut d'AI en 1987, les structures étaient soumises à une clause de non-concurrence avec les secteurs publics ou privés. Depuis 1998, cette clause n'existe plus, mais la durée totale de mise à disposition d'un salarié ne peut dépasser 480 heures au cours dans les vingt-quatre mois qui suivent le premier emploi.